# Johanna I av Toulouse
Johanna I av Toulouse, född 1220, död 25 augusti 1271 i Siena, var regerande grevinna av Toulouse, hertiginna av Narbonne och markisinna av Provence (1249-1271).  Hon var gift med den franske prinsen greve Alfons av Poitou, som också var hennes medregent. Hon var den sista monarken av grevedömet Toulouse, som efter hennes död anslöts till Frankrike. 

## Biografi
Johanna var dotter till greve Raimond VII av Toulouse och Sancha av Aragonien. Så som faderns enda barn var hon hans tronarvinge. Hennes far var i konflikt med det franska kungahuset under Albigenserkriget, och i enlighet med Parisfördraget 1229 förlovades Johanna i egenskap av hans tronarvinge vid nio års ålder med den franske kungens bror, prins Alfons. Johanna blev sedan uppfostrad hos sin blivande svärfamilj vid det franska hovet, vilket innebar att hon inte växte upp med den occitanska kulturen, inte kände någon sympati för katarerna. Hon motarbetade därför inte den inkvisition som sattes in mot dem i hennes domäner i Toulouse och Languedoc. 
Datumet för vigseln mellan Johanna och Alfons är okänt, och både den 13 mars 1234 och den 24 juni 1241 har föreslagits. Det förstnämnda datumet är mest trovärdigt, eftersom syftet med äktenskapet var att säkra franska kungahusets rätt till hennes tron, och det bör därför ha fullbordats så snart hon var gammal nog att gifta sig. Alfons mottog 24 juni 1241 länen Poitiers och Auvergne, och blev snart därpå utsedd till att bekämpa hennes fars uppror mot det franska kronan, som slutade i belägringen av Montsegur 1244. Den 26 augusti 1249 medföljde Johanna Alfons på det sjunde korståget. 
Den 27 september samma år dog hennes far, och Johanna ärvde tronen i Toulouse. Hennes svärmor och Frankrikes tillförordnade regent Blanka av Kastilien, skickade en förvaltare till Toulouse. Paret återvände till Frankrike 1250, tog kontrollen över Toulouse i oktober och gjorde sitt officiella intåg som greve och grevinna av Toulouse den 23 maj 1251. De bekräftade förvaltarens befogenheter att styra i deras ställe och besökte sällan riket. Johanna och Alfons följde båda med på det åttonde korståget 1271. 
Alfons avled på slottet Corneto vid Siena 21 augusti 1271, och Johanna fyra dagar senare. Johanna dog barnlös: hon försökte testamentera sina troner till sin släkt i stället för att låta dem tillfalla franska kronan, men hennes testamente ogiltigförklarades 1274 och hennes länder liksom hennes makes återgick till franska kronan, med undantag av Avignon, som tillföll Vatikanen.  